# Adontosternarchus devenanzii
Adontosternarchus devenanzii és una espècie de peix pertanyent a la família dels apteronòtids.

## Descripció
Pot arribar a fer 18,6 cm de llargària màxima.

## Hàbitat
És un peix d'aigua dolça, bentopelàgic i de clima tropical (20 °C-30 °C).

## Distribució geogràfica
Es troba a Sud-amèrica: la conca del riu Amazones al Brasil i els rius Portuguesa i Orinoco.

## Observacions
És inofensiu per als humans.